# Atuto Mercau Soria
Atuto Mercau Soria (Valle Viejo, provincia de Catamarca, 1917-1994) fue un músico, compositor y guitarrista argentino, intérprete de música folklórica de Argentina. Está considerado como uno de los precursores del boom del folklore argentino producido a partir de la década de 1950. En la década de 1950 integró junto a Polo Giménez y el Payo Solá, el conjunto Los Musiqueros del Tiempo 'e Ñaupa. Es autor de canciones que integran el cancionero folklórico tradicional como "Zamba de la añoranza". Otras temas de su autoría son "Vamos a chayar", "Las pocas penas", "Linda la vida mía", etc.